# Banksia mucronulata
Banksia mucronulata är en tvåhjärtbladig växtart. Banksia mucronulata ingår i släktet Banksia och familjen Proteaceae.

## Underarter
Arten delas in i följande underarter:
- B. m. mucronulata
- B. m. retrorsa